# Ollie Schniederjans
Ollie Frank Schniederjans (1993) is een Amerikaanse golfprofessional.
Ollie werd in Texas geboren als zoon van  Oliver and Linda Schniederjans. Hij haalde zijn eindexamen in 2010 op de Harrison High School in Kennesa en  ging management studeren op het  Georgia Institute of Technology. Daar begon hij met het spelen van "college golf". 
In 2013 kwalificeerde Ollie zich voor het US Amateur, maar hij haalde het matchplay-gedeelte niet. Hij staat sinds juni 2014 op de 1ste plaats van de wereldranglijst bij de amateurs en  won in studiejaar 2013-2014 zijn eerste vier toernooien en speelde in juni 2014 in de Palmer Cup.
In 2014 won hij de Rod Myers Award als 'Scholar-Athlete of the Year'. 
In 2015 besluit hij professional te worden, start in de Web.com Tour maar zonder succes dat jaar.

2016 wordt wel een goed jaar met een overwinning in de Air Capital Classic in juni en een tweede plaats in Servientrega Championship, waardoor hij genoeg punten heeft vergaard om in 2017 te promoveren naar het hoogste niveau in de Verenigde Staten : de Amerikaanse PGA Tour.

## Gewonnen als amateur
- 2008: State Championship
- 2009: Jones Cup Invitational
- 2012: US Amateur  kwalificatietoernooi op de Piedmont Driving Club (-10)
- 2014: USCC (-10), Valspar (-15), ACC Championship

### Teams
- 2014: Palmer Cup

## Gewonnen als professional
- 2016 Air Capital Classic